# Taxeotis areniferata
Taxeotis areniferata là một loài bướm đêm trong họ Geometridae.